# Sociedad Patriótica (Argentina)
La Sociedad Patriótica  fue una asociación política formada en Buenos Aires, que se reunió en el Café de Marco a partir de marzo de 1811, creada por Manuel Moreno —hermano de Mariano Moreno—, que surgió como consecuencia de la separación de este como secretario de la Primera Junta, convertida en la Junta Grande, agrupando a los patriotas revolucionarios afines a su ideario cuyo fin primordial era declarar la independencia y establecer un triunvirato sobre el antiguo Virreinato del Río de la Plata.

## Evolución
La Junta Grande, organismo que sustituyó a la Primera Junta, surgió por la incorporación de los diputados del interior el 18 de diciembre de 1810.  Fue combatida por los partidarios de los ideales que sustentara su secretario Mariano Moreno. 
Moreno, vencido por el voto de la mayoría, presentó su renuncia, que fue rechazada por la Junta revolucionaria. De modo que solicitó y obtuvo una misión ante las cortes del Brasil y Gran Bretaña para gestionar el apoyo de Inglaterra, adonde fue enviado sin éxito ya que falleció en alta mar el 4 de marzo de 1811.
Es contradictorio lo que sostienen los morenistas del siglo XX y XXI en el sentido de que la Sociedad  Patriótica continuó con el pensamiento de Moreno que defendía la Revolución de Mayo y sus principios democráticos. Mariano Moreno representaba los intereses de la liga de comerciantes londinenses que presidía el inglés Alex Mackinnon. En efecto, Moreno era el abogado de esa liga y en su condición de tal, había pedido al virrey Baltasar Hidalgo de Cisneros, en 1809 «el libre comercio entre los Hacendados y la Nación Inglesa», conocida como La Representación de los Hacendados.
Entre los miembros de la Sociedad Patriótica figuraron: Manuel Moreno, Julián Álvarez, Agustín José Donado, Francisco Planes, Hipólito Vieytes, Nicolás Rodríguez Peña, Juan Larrea, Ignacio Núñez, Salvador Cornet, entre otros, sin embargo, tanto Nicolás Rodríguez Peña como Hipólito Vieytes y Agustín Donado, fueron compañeros de Manuel Belgrano.   
Un importante sector de la Sociedad Patriótica, basaba su ideario en el accionar de la Revolución Francesa, y como aquella, decidió que la institución del triunvirato sería la más apropiada para el ejercicio del poder ejecutivo en el país. Este gobierno se alejaba así, del sistema juntista aplicado por las autoridades patrias que depusieron al virrey Baltasar Hidalgo de Cisneros, y que era similar al que se aplicaba en España a consecuencia de la Guerra de Independencia de España, que había caído en poder de los ejércitos del francés Napoleón Bonaparte.  
Los miembros de la Sociedad Patriótica criticaban el desconcierto que notaban en la Junta Grande. Tras la Revolución del 5 y 6 de abril de 1811 -un golpe institucional que separó y confinó a varios revolucionarios- se quitó a Belgrano su grado militar además de separarlo de la Junta, sometiéndolo a un proceso y juicio militar del que salió airoso, ya que su actuación fue altamente elogiada por la unanimidad de sus oficiales. De modo contradictorio, los elementos supuestamente democráticos de la Sociedad Patriótica  (al igual que Moreno el año anterior), se oponían a la participación en el gobierno de los diputados del resto de las Provincias Unidas del Río de la Plata, por su tendencia conservadora.
Existe una extraña afirmación de sectores masónicos que adjudican un liderazgo inexistente de Moreno, quien solo contaba con el apoyo de los comerciantes ingleses. Por su parte, el movimiento de abril de 1811, que apoyó en un primer momento a Cornelio Saavedra, lo terminó vaciando de poder, permitiendo el avance nuevamente de los ingleses, cuyos agentes lograron desalojarlo del gobierno, desterrándolo a San Juan. La Sociedad Patriótica fue disuelta. 
En 1812, no obstante, luego del estratégico triunfo de Belgrano contra los realistas en la Batalla de Tucumán, se organizó nuevamente el movimiento revolucionario por parte de Rodríguez Peña, quien retornado a Buenos Aires, entabló además una importante relación con el jefe del Regimiento de Granaderos a Caballo, José de San Martín, quien a instancias de aquel y con el apoyo del pueblo liderado por el mismo Rodríguez Peña, condujo a sus Granaderos a la Plaza de la Victoria, la actual Plaza de Mayo y produjo la revolución del 8 de octubre de 1812, golpe de Estado contra el Primer Triunvirato cuyo secretario, Bernardino Rivadavia había negado sistemáticamente todo tipo de apoyo al Ejército Auxiliar del Perú. Así sobrevino el Segundo Triunvirato, integrado por Nicolás Rodríguez Peña, Juan José Paso y Antonio Álvarez Jonte.
Esta fue creada para hacer una revolución contra Elío (Javier Francisco de Elío), que en aquel entonces era el virrey del virreinato del Río de la Plata.